# 恰陶尔尧
恰陶尔尧，是匈牙利南部巴奇-基什孔州所辖的一个村，总面积81.8平方公里，总人口1537，人口密度18.78人/平方公里（2005年）。地理坐标为46°02′N 18°57′E。